# Symphony with misono BEST
『symphony with misono BEST』（シンフォニー ウィズ ミソノ ベスト）は、misonoのミニ・ベスト・アルバムである。

## 解説
- RPG『テイルズ オブ シンフォニア』シリーズのPS3でのリパッケージ・リリースにともない、全3シリーズの主題歌を担当するday after tomorrowとmisonoの楽曲を新たに2013年バージョンとしてリアレンジ収録している。（ボーカルの再録音はされていない）
- 「Starry Heavens(ver.2013)」と「そして僕にできること(ver.2013)」のアレンジには当時day after tomorrowのサウンドプロデューサーだった五十嵐充が起用されている。
- 2曲収録された未発表曲では、いずれもmisono本人がMe&misono名義で作詞・作曲を担当している。4枚目のアルバム『家-ウチ- ※アルバムが1万枚売れなかったらmisonoはもうCDを発売することができません。』にもこの2曲は収録された。（ただし、「Junction Punctuation Mark」はCD＋DVD盤には未収録）

## 収録曲

### CD
1. Starry Heavens(ver.2013)
作詞：misono、作曲: 鈴木大輔、編曲：五十嵐充
オリジナルはナムコ「テイルズ オブ シンフォニア」（GC版）イメージ&テーマソング・CMソング
2. そして僕にできるコト(ver.2013)
作詞：五十嵐充、作曲：鈴木大輔、編曲：五十嵐充
オリジナルはナムコ『テイルズ オブ シンフォニア』（PS2版）テーマソング・CMソング
3. 二人三脚(ver.2013)
作詞:misono、作曲：清水昭男、編曲：ats-
オリジナルはナムコ「テイルズ オブ シンフォニア -ラタトスクの騎士-」主題歌
4. Junction Punctuation Mark
作詞・作曲:Me&misono、編曲：ZENTA
5. 61秒目の…フラLetter 最後の初恋〜コペルニクス的転回〜
作詞・作曲:Me&misono、編曲：ZENTA

### DVD
1. 61秒目の…フラLetter 最後の初恋〜コペルニクス的転回〜(Music Clip)
2. Starry Heavens(ver.2013)(Music Clip)
3. Junction Punctuation Mark (Music Clip)
4. 二人三脚 (テイルズ オブ フェスティバル 2013)
5. ホ・ン・ト・ウ・ソ (テイルズ オブ フェスティバル 2013)
6. Tales... (テイルズ オブ フェスティバル 2013)